# Stratospongilla gilsoni
Stratospongilla gilsoni är en svampdjursart som först beskrevs av Topsent 1912.  Stratospongilla gilsoni ingår i släktet Stratospongilla och familjen Spongillidae. Inga underarter finns listade i Catalogue of Life.